# Canton de Chalosse Tursan
Le canton de Chalosse Tursan est une circonscription électorale française du département des Landes.

## Histoire
Un nouveau découpage territorial des Landes entre en vigueur à l'occasion des élections départementales de 2015. Il est défini par le décret du 18 février 2014, en application des lois du 17 mai 2013 (loi organique 2013-402 et loi 2013-403). Les conseillers départementaux sont, à compter de ces élections, élus au scrutin majoritaire binominal mixte. Les électeurs de chaque canton élisent au Conseil départemental, nouvelle appellation du Conseil général, deux membres de sexe différent, qui se présentent en binôme de candidats. Les conseillers départementaux sont élus pour 6 ans au scrutin binominal majoritaire à deux tours, l'accès au second tour nécessitant 12,5 % des inscrits au 1er tour. En outre la totalité des conseillers départementaux est renouvelée. Ce nouveau mode de scrutin nécessite un redécoupage des cantons dont le nombre est divisé par deux avec arrondi à l'unité impaire supérieure si ce nombre n'est pas entier impair, assorti de conditions de seuils minimaux. Dans les Landes, le nombre de cantons passe ainsi de 30 à 15.
Le canton de Chalosse Tursan est formé de communes des anciens cantons de Geaune (17 communes), de Hagetmau (18 communes), de Saint-Sever (14 communes) et de Mont-de-Marsan-Sud (1 commune). Le canton est entièrement inclus dans l'arrondissement de Mont-de-Marsan. Le bureau centralisateur est situé à Hagetmau.

## Représentation
| Période élective | Période élective | Mandat | Mandat   | Identité         | Nuance | Nuance | Qualité |
| ---------------- | ---------------- | ------ | -------- | ---------------- | ------ | ------ | --- |
| 2015             | 2021             | 2015   | 2021     | Monique Lubin    |        | PS     | Collaboratrice parlementaire Conseillère municipale d'Hagetmau (2008-2017) Sénatrice des Landes (depuis 2017) Ancienne conseillère générale du canton d'Hagetmau (2004-2015) 2ème Vice-Président du Conseil départemental |
| 2015             | 2021             | 2015   | 2021     | Olivier Martinez |        | PS     | Inspecteur des Finances Conseiller municipal de Saint-Sever 8ème Vice-Président du Conseil départemental |
| 2021             | 2028             | 2021   | en cours | Monique Lubin    |        | PS     | Sénatrice des Landes |
| 2021             | 2028             | 2021   | en cours | Olivier Martinez |        | PS     | Conseiller municipal de Saint-Sever 7ème Vice-Président du conseil départemental, chargé du très haut débit, de la mobilité et des infrastructures (voiries, bâtiments)                                                   |

### Résultats détaillés

#### Élections de mars 2015
À l'issue du 1er tour des élections départementales de 2015, deux binômes sont en ballottage : Monique Lubin et Olivier Martinez (PS, 45,5 %) et Pascale Requenna et Arnaud Tauzin (Union de la Droite, 40,19 %). Le taux de participation est de 64,6 % (13 136 votants sur 20 334 inscrits) contre 57,2 % au niveau départemental et 50,17 % au niveau national.
Au second tour, Monique Lubin et Olivier Martinez (PS) sont élus avec 51,77 % des suffrages exprimés et un taux de participation de 65,81 % (6 534 voix pour 13 369 votants et 20 316 inscrits).

#### Élections de juin 2021
Le premier tour des élections départementales de 2021 est marqué par un très faible taux de participation (33,26 % au niveau national). Dans le canton de Chalosse Tursan, ce taux de participation est de 49,91 % (10 183 votants sur 20 403 inscrits) contre 40,28 % au niveau départemental. À l'issue de ce premier tour, deux binômes sont en ballottage : Monique Lubin et Olivier Martinez (PS, 50,76 %) et Jean Laffitte et Clémence Pons (DVD, 28,77 %).
Le second tour des élections est marqué une nouvelle fois par une abstention massive équivalente au premier tour. Les taux de participation sont de 34,36 % au niveau national, 40,68 % dans le département et 49,89 % dans le canton de Chalosse Tursan. Monique Lubin et Olivier Martinez (PS) sont élus avec 57,86 % des suffrages exprimés (5 457 voix pour 10 181 votants et 20 408 inscrits),,.

## Composition
Le canton de Chalosse Tursan comprend cinquante communes.
| Nom                              | Code Insee | Intercommunalité   | Superficie (km2) | Population (dernière pop. légale) | Densité (hab./km2) | Modifier                                    |
| -------------------------------- | ---------- | ------------------ | ---------------- | --------------------------------- | ------------------ | ------------------------------------------- |
| Hagetmau (bureau centralisateur) | 40119      | CC Chalosse Tursan | 28,37            | 4 622 (2022)                      | 163                | modifier les données · modifier les données |
| Arboucave                        | 40005      | CC Chalosse Tursan | 9,89             | 214 (2022)                        | 22                 | modifier les données · modifier les données |
| Aubagnan                         | 40016      | CC Chalosse Tursan | 3,40             | 274 (2022)                        | 81                 | modifier les données · modifier les données |
| Audignon                         | 40017      | CC Chalosse Tursan | 9,31             | 386 (2022)                        | 41                 | modifier les données · modifier les données |
| Aurice                           | 40020      | CC Chalosse Tursan | 17,31            | 629 (2022)                        | 36                 | modifier les données · modifier les données |
| Banos                            | 40024      | CC Chalosse Tursan | 5,77             | 267 (2022)                        | 46                 | modifier les données · modifier les données |
| Bas-Mauco                        | 40026      | CC Chalosse Tursan | 11,50            | 402 (2022)                        | 35                 | modifier les données · modifier les données |
| Bats                             | 40029      | CC Chalosse Tursan | 7,35             | 325 (2022)                        | 44                 | modifier les données · modifier les données |
| Castelnau-Tursan                 | 40072      | CC Chalosse Tursan | 9,27             | 185 (2022)                        | 20                 | modifier les données · modifier les données |
| Castelner                        | 40073      | CC Chalosse Tursan | 5,73             | 120 (2022)                        | 21                 | modifier les données · modifier les données |
| Cauna                            | 40076      | CC Chalosse Tursan | 13,39            | 423 (2022)                        | 32                 | modifier les données · modifier les données |
| Cazalis                          | 40079      | CC Chalosse Tursan | 5,13             | 139 (2022)                        | 27                 | modifier les données · modifier les données |
| Clèdes                           | 40083      | CC Chalosse Tursan | 6,84             | 118 (2022)                        | 17                 | modifier les données · modifier les données |
| Coudures                         | 40086      | CC Chalosse Tursan | 11,65            | 558 (2022)                        | 48                 | modifier les données · modifier les données |
| Dumes                            | 40092      | CC Chalosse Tursan | 2,48             | 250 (2022)                        | 101                | modifier les données · modifier les données |
| Eyres-Moncube                    | 40098      | CC Chalosse Tursan | 12,19            | 347 (2022)                        | 28                 | modifier les données · modifier les données |
| Fargues                          | 40099      | CC Chalosse Tursan | 11,84            | 314 (2022)                        | 27                 | modifier les données · modifier les données |
| Geaune                           | 40110      | CC Chalosse Tursan | 10,53            | 763 (2022)                        | 72                 | modifier les données · modifier les données |
| Haut-Mauco                       | 40122      | CC Chalosse Tursan | 18,64            | 991 (2022)                        | 53                 | modifier les données · modifier les données |
| Horsarrieu                       | 40128      | CC Chalosse Tursan | 11,02            | 706 (2022)                        | 64                 | modifier les données · modifier les données |
| Labastide-Chalosse               | 40130      | CC Chalosse Tursan | 4,56             | 168 (2022)                        | 37                 | modifier les données · modifier les données |
| Lacajunte                        | 40136      | CC Chalosse Tursan | 5,63             | 148 (2022)                        | 26                 | modifier les données · modifier les données |
| Lacrabe                          | 40138      | CC Chalosse Tursan | 6,27             | 286 (2022)                        | 46                 | modifier les données · modifier les données |
| Lauret                           | 40148      | CC Chalosse Tursan | 7,34             | 78 (2022)                         | 11                 | modifier les données · modifier les données |
| Mant                             | 40172      | CC Chalosse Tursan | 19,34            | 270 (2022)                        | 14                 | modifier les données · modifier les données |
| Mauries                          | 40174      | CC Chalosse Tursan | 5,49             | 85 (2022)                         | 15                 | modifier les données · modifier les données |
| Miramont-Sensacq                 | 40185      | CC Chalosse Tursan | 25,32            | 346 (2022)                        | 14                 | modifier les données · modifier les données |
| Momuy                            | 40188      | CC Chalosse Tursan | 13,30            | 482 (2022)                        | 36                 | modifier les données · modifier les données |
| Monget                           | 40189      | CC Chalosse Tursan | 5,64             | 77 (2022)                         | 14                 | modifier les données · modifier les données |
| Monségur                         | 40190      | CC Chalosse Tursan | 19,69            | 393 (2022)                        | 20                 | modifier les données · modifier les données |
| Montaut                          | 40191      | CC Chalosse Tursan | 14,88            | 604 (2022)                        | 41                 | modifier les données · modifier les données |
| Montgaillard                     | 40195      | CC Chalosse Tursan | 20,46            | 593 (2022)                        | 29                 | modifier les données · modifier les données |
| Montsoué                         | 40196      | CC Chalosse Tursan | 17,98            | 561 (2022)                        | 31                 | modifier les données · modifier les données |
| Morganx                          | 40198      | CC Chalosse Tursan | 5,22             | 168 (2022)                        | 32                 | modifier les données · modifier les données |
| Payros-Cazautets                 | 40219      | CC Chalosse Tursan | 6,35             | 106 (2022)                        | 17                 | modifier les données · modifier les données |
| Pécorade                         | 40220      | CC Chalosse Tursan | 4,17             | 135 (2022)                        | 32                 | modifier les données · modifier les données |
| Peyre                            | 40223      | CC Chalosse Tursan | 10,25            | 237 (2022)                        | 23                 | modifier les données · modifier les données |
| Philondenx                       | 40225      | CC Chalosse Tursan | 9,66             | 189 (2022)                        | 20                 | modifier les données · modifier les données |
| Pimbo                            | 40226      | CC Chalosse Tursan | 10,89            | 198 (2022)                        | 18                 | modifier les données · modifier les données |
| Poudenx                          | 40232      | CC Chalosse Tursan | 7,46             | 219 (2022)                        | 29                 | modifier les données · modifier les données |
| Puyol-Cazalet                    | 40239      | CC Chalosse Tursan | 4,59             | 104 (2022)                        | 23                 | modifier les données · modifier les données |
| Saint-Cricq-Chalosse             | 40253      | CC Chalosse Tursan | 20,23            | 633 (2022)                        | 31                 | modifier les données · modifier les données |
| Saint-Sever                      | 40282      | CC Chalosse Tursan | 46,96            | 5 038 (2022)                      | 107                | modifier les données · modifier les données |
| Sainte-Colombe                   | 40252      | CC Chalosse Tursan | 12,79            | 618 (2022)                        | 48                 | modifier les données · modifier les données |
| Samadet                          | 40286      | CC Chalosse Tursan | 26,19            | 1 131 (2022)                      | 43                 | modifier les données · modifier les données |
| Sarraziet                        | 40289      | CC Chalosse Tursan | 7,01             | 241 (2022)                        | 34                 | modifier les données · modifier les données |
| Serres-Gaston                    | 40298      | CC Chalosse Tursan | 8,88             | 401 (2022)                        | 45                 | modifier les données · modifier les données |
| Serreslous-et-Arribans           | 40299      | CC Chalosse Tursan | 5,46             | 193 (2022)                        | 35                 | modifier les données · modifier les données |
| Sorbets                          | 40305      | CC Chalosse Tursan | 11,88            | 193 (2022)                        | 16                 | modifier les données · modifier les données |
| Urgons                           | 40321      | CC Chalosse Tursan | 11,53            | 242 (2022)                        | 21                 | modifier les données · modifier les données |
| Canton de Chalosse Tursan        | 4002       |                    | 587,03           | 26 170 (2022)                     | 45                 | modifier les données                        |

## Démographie
En 2022, le canton comptait 26 170 habitants, en évolution de +0,39 % par rapport à 2016 (Landes : +5,78 %, France hors Mayotte : +2,11 %).
| 2013   | 2018   | 2022   |
| ------ | ------ | ------ |
| 25 743 | 26 045 | 26 170 |